# Baddi Kauma
Baddi Kauma (fr. Baddi Kôma / Presqu'île du Diable, arab. Baddī Kawmah) – półwysep w Dżibuti. Jest to stożek hialoklastytowy powstały w wyniku podwodnej erupcji freatycznej, gdy wznosząca się magma wzdłuż ryftu wulkanu Ardoukoba zetknęła się z wodami zatoki Ghoubbat al Kharab, będącej częścią Morza Czerwonego.